# سووپیتسه (استان اوپوله)
سووپیتسه (به لهستانی: Słupice) یک منطقهٔ مسکونی در لهستان است که در گمینا پاکوسواویتسه واقع شده‌است.